# 穆萨克
穆萨克（法語：Moussac，法語發音：[musak]）是法国加尔省的一个市镇，属于尼姆区。

## 地理
穆萨克（43°58'52"N, 4°13'46"E）面积7.4 平方千米，位于法国奧克西塔尼大區加尔省，该省份为法国南部沿海省份，南端濒地中海，北起顺时针与阿尔代什省、沃克吕兹省、罗讷河口省、埃罗省、阿韦龙省和洛泽尔省接壤。
与穆萨克接壤的市镇（或旧市镇、城区）包括：布里尼翁、卡斯泰尔诺-瓦朗斯、圣沙普特、圣代泽里、索泽。

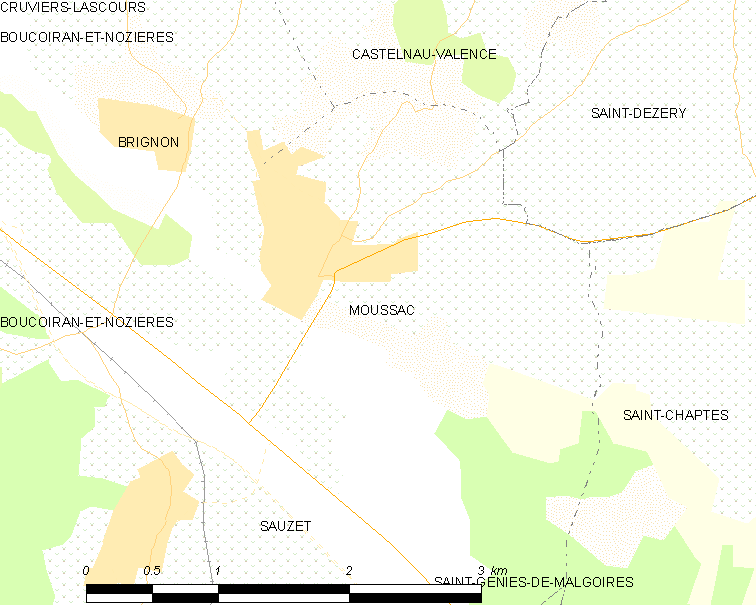
穆萨克的OSM定位图

穆萨克的时区为UTC+01:00、UTC+02:00（夏令时）。

## 行政
穆萨克的邮政编码为30190，INSEE市镇编码为30184。

## 政治
穆萨克所属的省级选区为基萨克县。

## 人口

1962-2008年间穆萨克人口变化图示

穆萨克于2022年1月1日时的人口数量为1564人。